# Oliver Fredsted
Oliver Fredsted Kjeldsen Christiansen (født 8. april 1994) er en dansk fodboldspiller, der pt. er uden kontrakt. Han spiller fortrinsvis venstre back, men har i enkelte tilfælde også været benyttet som venstre wing.

## Klubbkarriere
Karrieren startede i Lyngby Boldklub, hvor Oliver i sommeren 2013 blev rykket op i førsteholdstruppen efter at have været fast inventar på klubbens U15-, U17- og U19-hold. Gennembruddet kom i foråret 2014, hvor han fik chancen på klubbens hold i NordicBet Ligaen og spillede fuld tid på venstre back i sæsonens sidste otte kampe. Sommeren 2014 skiftede Oliver Fredsted efter kontraktudløb i Lyngby til Brønshøj Boldklub på en fri transfer.
I Brønshøj Boldklub bed han sig øjeblikkelig fast som klart førstevalg på venstre back, og Oliver var blandt andet en del af den betondefensiv, som hen over efteråret 2014 slog en 33 år gammel klubrekord ved ikke at lukke mål ind i otte kampe i træk i NordicBet Liga og pokalturnering.
Brønshøj Boldklub nåede i sæsonen 2014-15 kvartfinalen i DBU Pokalen, hvor det blev til et nederlag på 1-2 til Superligaklubben FC Vestsjælland hjemme på Tingbjerg Idrætspark.

### FC Fredericia
I midten af juli 2015 skrev Fredsted under på en toårig kontrakt med FC Fredericia.
Sæsonen 2017/2018 nåede Oliver Fredsted og FC Fredericia semifinalen i DBU Pokalen, hvor det desværre blev til et nederlag på 0-1 til Silkeborg IF.

### Viborg FF
I august 2018 skiftede Fredsted til Viborg FF på en fri transfer. Han skrev under på en aftale gælende for den resterende del af 2018-19-sæsonen. Han fik sin officielle debut for Viborg FF den 12. september 2018, da han startede ind og spillede alle 120 minutter i et nederlag til FC Fredericia efter straffesparkskonkurrence.
Han blev i november 2018 korsbåndsskadet efter en udekamp mod FC Helsingør, og af lægestaben blev skaden estimeret til at vare ni til tolv måneder. Det var hans første førsteholdskamp for klubben i 1. division. Herudover havde han spillet en række kampe for klubbens reservehold. Ved kontraktudløb i sommeren 2019 forlod Fredsted Viborg FF.